# Poker di sangue
Poker di sangue (5 Card Stud) è un film western del 1968 diretto da Henry Hathaway.

## Trama
In un saloon del Colorado, uno sconosciuto viene scoperto a barare durante una partita di poker. Nick Evers, con la complicità degli altri giocatori, decide di giustiziare il baro e di impiccarlo. L'unico tra di loro che si oppone è Van Morgan.
Dopo qualche tempo arriva nel villaggio il predicatore Jonathan Rudd, abilissimo pistolero. In realtà Rudd è il fratello del baro, venuto a vendicarne la morte ricercando a uno a uno i giocatori coinvolti nell'episodio. Dopo l'assassinio dei primi due, Van Morgan ricollega i fatti a quanto avvenuto al tavolo da poker.
La tensione cresce mentre l'assassino va a caccia degli altri responsabili, fino a quando Morgan finisce per scontrarsi con Rudd e ad avere la meglio in una sparatoria all'ultimo sangue.